# 魯雷納瓦克

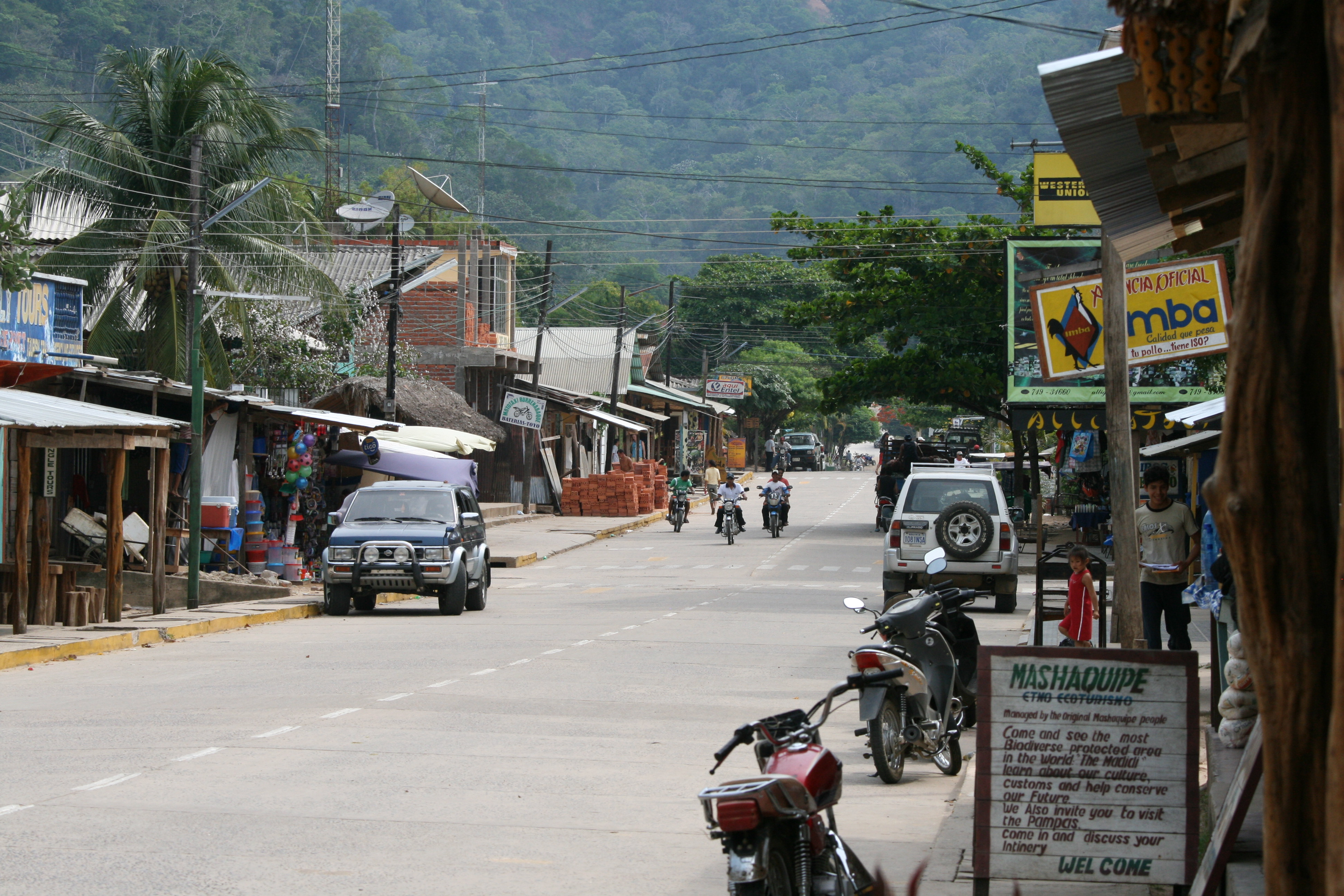

魯雷納瓦克是玻利維亞的城鎮，由貝尼省負責管轄，位於該國北部貝尼河右岸，距離拉巴斯238公里，海拔高度172米，每年平均降雨量約2,000毫米，2010年人口13,725。

## 外部連結
- Rurrenabaque Travel Guide （页面存档备份，存于）
- Weather in Rurrenabaque （页面存档备份，存于）
- Travel Resources

14°26′32″S 67°31′42″W / 14.44222°S 67.52833°W